# حزب کمونیست ایالات متحده آمریکا
حزب کمونیست ایالات متحده، به طور رسمی حزب کمونیست ایالات متحده آمریکا، (به انگلیسی: Communist Party USA) به اختصار (CPUSA) یک حزب کمونیست در ایالات متحده است که پس از انشعاب در حزب سوسیالیست آمریکا پس از انقلاب روسیه در سال ۱۹۱۹ تاسیس شد.
این حزب نقش بسیار مهمی در شکل‌دادن به اتحادیه‌های کارگری و دفاع از حقوق سیاه‌پوستان آمریکا در دهه ۳۰ و ۴۰ قرن بیستم داشت، اما در دوران جنگ سرد و اوج مک کارتیسم تا حدود زیادی ضربه خورد و نقش خود به عنوان یک نیروی مؤثر سیاسی را از دست داد.
این حزب امروزه تحت رهبری سام وب به کار خود ادامه می‌دهد.

## تاریخچه

منشور واحد محلی حزب کمونیست مورخ ۲۴ اکتبر ۱۹۱۹